# De eventyrlige vogtere
De eventyrlige vogtere er en amerikansk animeret eventyrfilm fra 2012.

## Om filmen
Filmen er instrueret af Peter Ramsey, skrevet af David Lindsay-Abaire baseret på bogserien The Guardians of Childhood af William Joyce. Chris Pine, Alec Baldwin, Jude Law, Isla Fisher og Hugh Jackman har de vigtigste stemmer i den oprindelige version. Filmen har dansk premiere 22. November 2012 .

## Stemmer (original udgave)
- Chris Pine som Jack Frost
- Alec Baldwin som North (julemanden)
- Jude Law som Pitch
- Isla Fisher som Tooth (tandfeen)
- Hugh Jackman som Bunny (påskeharen)
- Dakota Goyo som Jamie Bennett
- Khamani Griffin som Caleb
- Kamil McFadden som Claude
- Georgie Grieve som Sophie Bennett
- Emily Nordwind som Jamie's Mom/Jack's Mother
- Jacob Bertrand som Monty
- Olivia Mattingly som Pippa/Jack's Sister
- Dominique Grund som Cupcake

## Danske stemmer
- Lars Bom som Påskeharen
- Vicki Berlin som Tandfeen
- Henrik Jandorf som Nord
- Lars Ranthe som Mørke
- Julian Kellerman som Jack Frost
- Connor Rhodes Nørgaard som Jamie

## Eksterne Henvisninger
- De eventyrlige vogtere på Internet Movie Database (engelsk)
- De eventyrlige vogtere på Filmdatabasen
- De eventyrlige vogtere på danskefilm.dk
- De eventyrlige vogtere i Svensk Filmdatabas (svensk)
- De eventyrlige vogtere på AlloCiné (fransk)
- De eventyrlige vogtere på MovieMeter (nederlandsk)
- De eventyrlige vogtere på AllMovie (engelsk)
- De eventyrlige vogtere hos Behind The Voice Actors (engelsk)
- De eventyrlige vogtere på Turner Classic Movies (engelsk)
- De eventyrlige vogtere på The Movie Database (engelsk)